# Psammodius nepalensis
Psammodius nepalensis är en skalbaggsart som beskrevs av Vladimir Balthasar 1971. Psammodius nepalensis ingår i släktet Psammodius och familjen Aphodiidae. Inga underarter finns listade i Catalogue of Life.